# 原臺南長老教中學校講堂暨校長宿舍
22°59′21″N 120°13′19″E / 22.989069°N 120.22208°E
原台南長老教中學校講堂暨校長宿舍位於台南市東區，於民國九十一年（2002年）6月25日公告為台南市市定古蹟。其創校歷史可追溯至清光緒十一年（1885年）9月21日創立的「長老教中學校」，可說是台灣第一所西式中學。二次大戰後，學校改名為私立長榮中學至今。

## 沿革

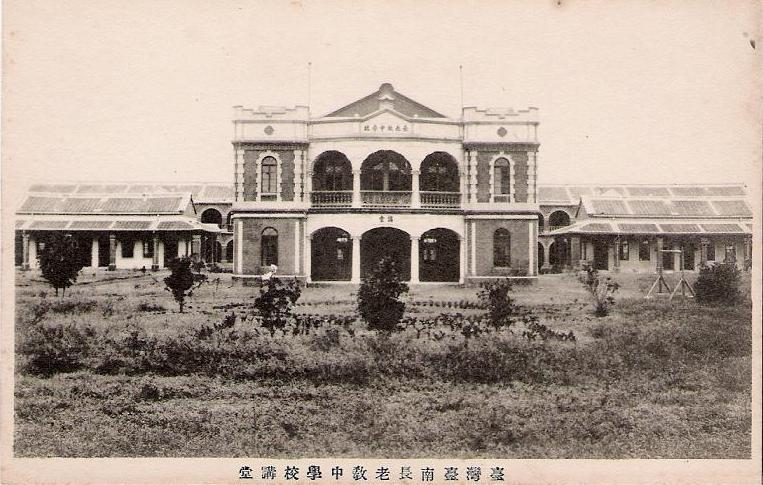
日治時期的講堂

1880年創立了今台南神學院前身的「府城大學」後，由於學生來源不定，故長老教會便規畫成立中學來銜接。1885年，「長老教中學校」成立於二老口的「舊樓醫館」（今台南啟聰學校已拆毀的博愛堂附近），首任校長為余饒理（George Ede）牧師，最初僅有20名學生，且只招收男生。然而因為校舍簡陋破舊，所以校務一時中斷，直到1894年才移往位於今天台南神學院校區內的新樓醫館。1899年之後，該校校務由宋忠堅（Duncan Ferguson）、巴克禮與甘為霖等牧師代理到台灣日治時期的1901年，第二任校長費仁純（F.R.Johnson）上任為止，而在這之後，該校使用漢文、日文與英文上課，並於1906年經台灣總督府立案改名為「長老教台南高等學校」。
1914年第三任校長萬榮華（Edward Band）上任，並為了校務發展打算遷校，新校址即今天所在地，為昔日台灣府城的東門城郊。最初建有兩棟傳統木構架形式教室（今體育組與諮商中心），在其北邊有兩棟宿舍，稱為「東學寮」與「西學寮」（今光鹽與友愛學舍），而講堂則位在教室南邊。而在1923年時，因萬榮華校長希望與學生朝夕相處，而自費興建宿舍（今校牧室）。然而後來因太平洋戰爭的爆發以及皇民化運動，包括萬榮華校長在內的英籍牧師被迫離台，學校也於1935年時由日籍的加藤長太郎出任第四任校長，並在1939年獲日本政府認可更名為「私立長榮中學校」。
二次大戰結束進入民國時期後，長老教會取回校務管理權，並改由台籍的趙天慈出任第五任校長，並改校名為「私立長榮中學」。

## 建築特色

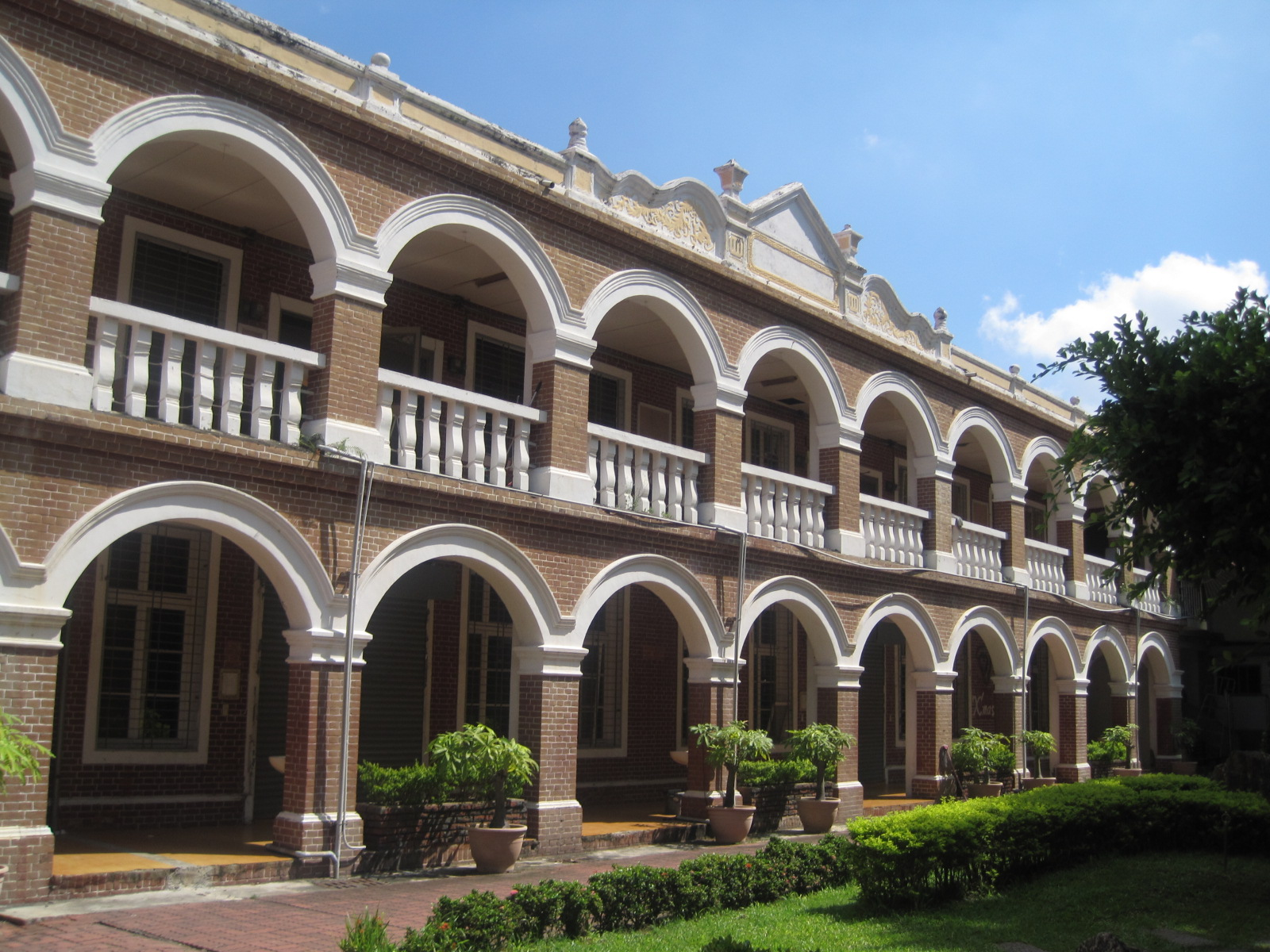
光鹽學舍
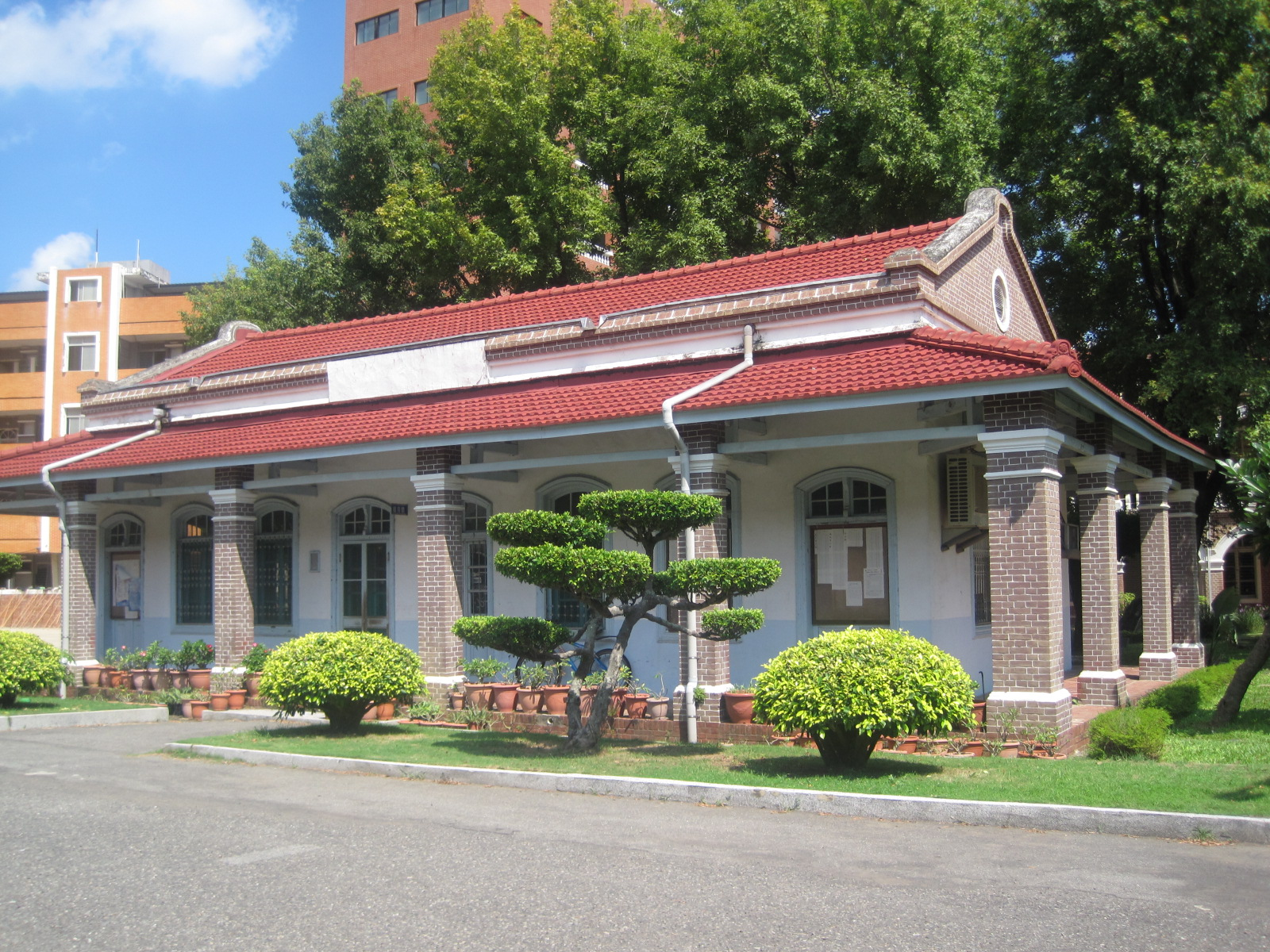
體育組辦公室
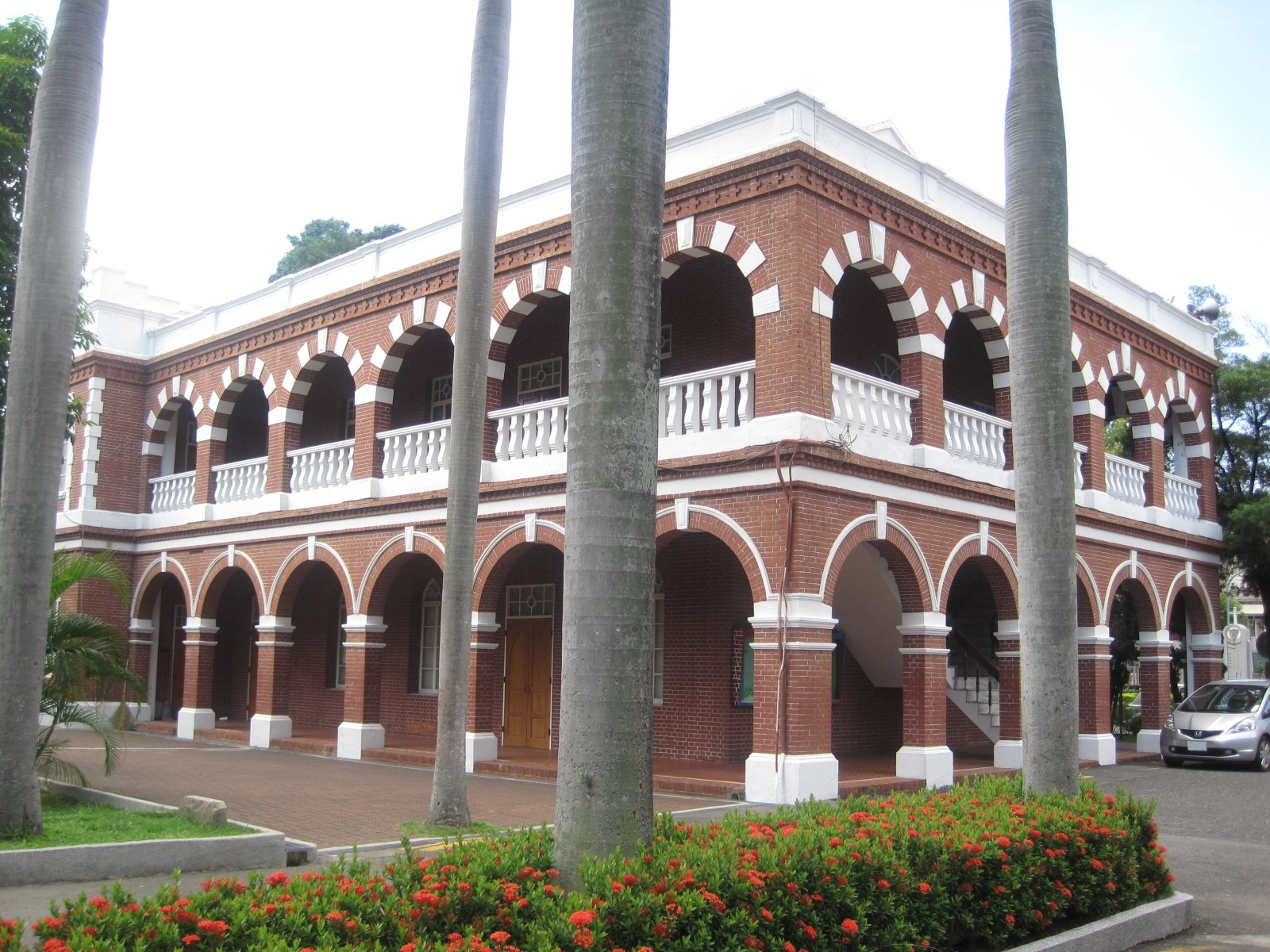
講堂背面
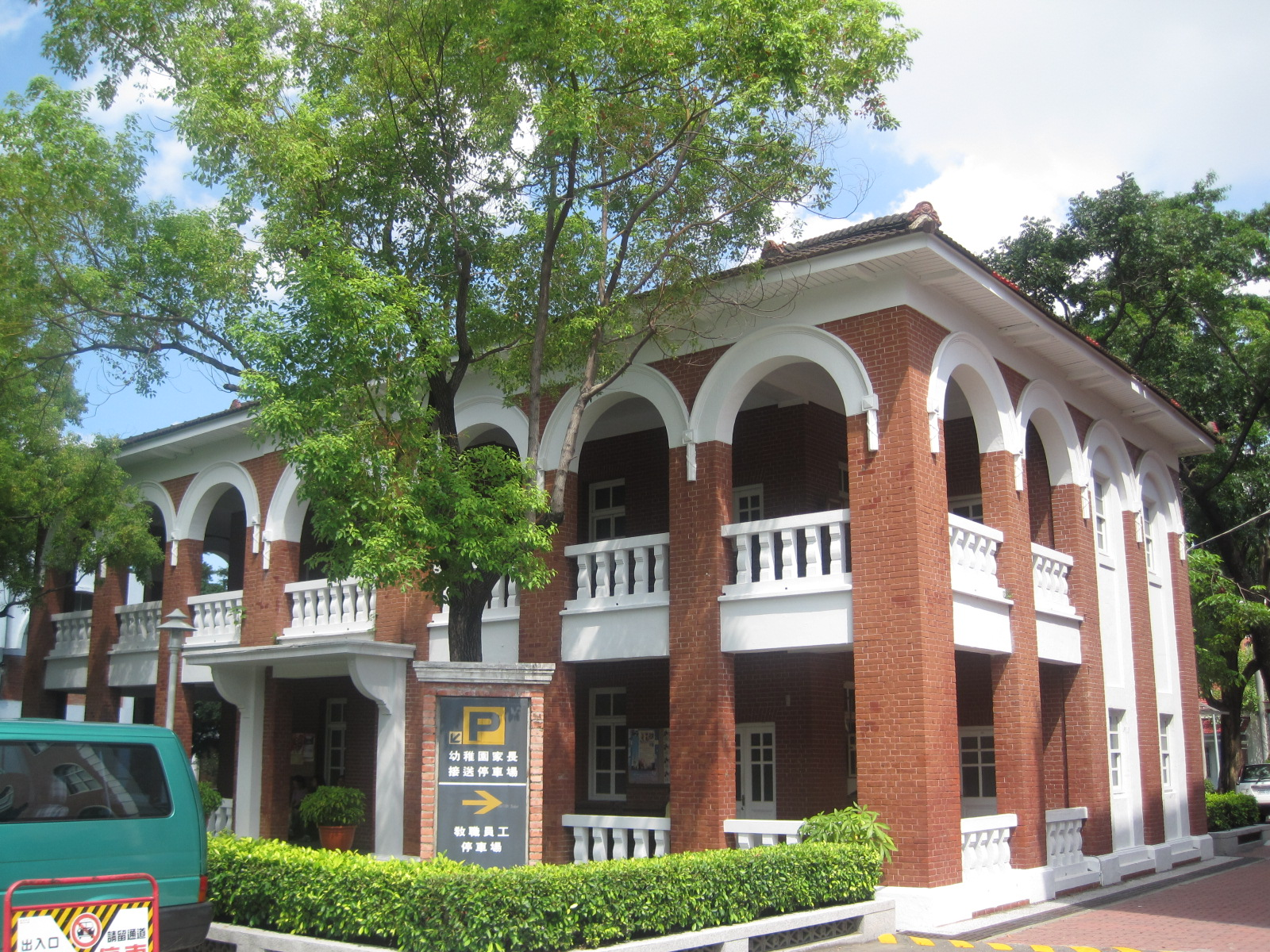
校牧室

講堂建築為兩層樓高，東西北三面為紅磚拱廊，南邊的正面兩旁有衛塔，其上有都鐸式山牆，至於中央則突出，於一二樓有拱圈，並在二樓使用了綠釉花磚與綠釉花瓶等台灣傳統建築素材，另外在二樓屋簷與一二樓間的線腳則有利用磚材疊砌出的造型變化。此外值得一提的是在東西北三面的拱廊之所以在一二樓的拱圈分別為不同造型，是因為當時有兩位營造師傅爭做工程，後來雖先讓他們分別興建東西學寮來比試技藝，但卻不分上下，只好讓他們分別做講堂的一二樓的關係。該建築之後曾做為校史館與音樂教室，現在是禮拜堂。
校長宿舍有兩層樓高，為西洋拱圈迴廊建築。正面拱圈以中央二樓處較大，左右各有三個拱圈。該建築屋頂上有一小煙囪，上面還有十字架裝飾。

## 外部連結
- 臺南市政府觀光旅遊局——長榮中學校史館、校牧館(原台南長老教中學校講堂暨校長宿舍) （页面存档备份，存于）